# Der verlorene Horizont

Cover der deutschen Erstausgabe des Romans Lost Horizon mit dem Titel Irgendwo in Tibet, Herbert Reichner Verlag (Wien-Leipzig-Zürich), 1937; Cover-Entwurf von Richard Teschner

Der verlorene Horizont (englischer Originaltitel: Lost Horizon; deutsch auch unter den Titeln Irgendwo in Tibet und Verworrener Horizont) ist ein 1933 erschienener Roman des britischen Schriftstellers James Hilton. Im Mittelpunkt der Handlung steht Shangri-La, ein fiktiver Ort in Tibet, wo Menschen in Frieden und Harmonie leben.
Das Buch zählt zur Weltliteratur und wurde ein Bestseller. Für das Werk erhielt Hilton 1934 den Hawthornden-Preis. Eine erste Verfilmung erfolgte 1937 unter dem Originaltitel Lost Horizon (dt. In den Fesseln von Shangri-La ). Der Film trug gegen Ende der 1930er Jahre zu einem Medienhype und erheblich zum Mythos von Shangri-La bei.
1939 erschien der Roman als erstes Paperback (Pocket Book Nr. 1) bei Simon & Schuster. Es wird fälschlicherweise oft als das erste Taschenbuch bezeichnet. Vielmehr war es das erste „Massenmarkt-Paperback“, welches nicht nur in die Tasche gesteckt werden konnte, um es unterwegs zu lesen, sondern das sich auch Menschen mit bescheidenen Mitteln leisten konnten.
Der utopische Roman hat den westlichen Blick auf Tibet und den Lamaismus bis heute nachhaltig geprägt, wobei inzwischen Shangri-La als ein Synonym für das Paradies oder idealen Rückzugsort aus dem Weltgeschehen in der Umgangssprache vieler Länder ein gewisses Eigenleben führt.

## Inhalt
Der Roman ist in zwei Rahmenerzählungen eingebettet. Prolog und Epilog werden von einem Neurologen als Ich-Erzählung wiedergegeben. Die begleitende Handlung ist sparsam skizziert und erscheint sekundär: Während eines geheimnisvollen Treffens in Berlin-Tempelhof erfahren der britische Schriftsteller Rutherford, der britische Botschaftssekretär Wyland und der Ich-Erzähler von einem rätselhaften Piloten, dass der britische Konsul in Afghanistan, Hugh Conway, unter merkwürdigen Umständen verschwunden ist. Rutherford kennt Conway aus gemeinsamer Studentenzeit in Oxford.
Später am Abend enthüllt Rutherford dem Ich-Erzähler, dass er den Vermissten kürzlich in einem Krankenhaus der französischen Missionsstation im chinesischen Chung-Kiang antraf. Dort sei Conway dem Tode nahe und in einem Zustand der Amnesie eingeliefert worden. Nach einem langwierigen Genesungsprozess habe er sein Gedächtnis wiedergefunden und ihm in einer langen Nacht von Shangri-La erzählt. Rutherford hielt Conways Erlebnisse in einem Manuskript fest. Kurze Zeit später sei Conway spurlos aus dem Krankenhaus verschwunden, habe ihm aber eine Nachricht übergeben lassen, dass er „nach Nordwesten aufbrechen wolle“. Noch in Tempelhof übergibt Rutherford dem Ich-Erzähler sein Manuskript. Damit beginnt die eigentliche Handlung des Romans im Stil eines Augenzeugenberichtes.
Im Mai 1931 werden nach Ausbruch eines Aufstandes in Britisch-Indien 80 Weiße aus dem (fiktiven) indischen Ort Baskul nach Peshawar evakuiert. Im Flugzeug des Maharadschas von Chandrapore, das als letztes Baskul verlassen kann, befinden sich als einzige Passagiere der 37-jährige Konsul Hugh Conway, sein jüngerer Vizekonsul Mallinson, die britische Missionarin Brinklow und der Amerikaner Barnard. Nach geraumer Zeit stellen die Insassen fest, dass sie nicht nach Peshawar, sondern über die Achttausender des Karakorum in die entgegengesetzte Richtung nach Tibet fliegen.
Während eines Zwischenstopps bei einem Bergvolk, von welchem der Pilot die Maschine auftanken lässt, wird den vier Passagieren klar, dass es sich um eine Flugzeugentführung handelt. Mallinson drängt darauf, die Kontrolle des Flugzeuges zu übernehmen, anstatt tatenlos abzuwarten. Conway ergreift die Initiative, wird jedoch vom Piloten mit einer Pistole bedroht. Über dem Himalaya gerät die Maschine in Turbulenzen und muss in einem der westlichen Welt unbekannten Gebirgstal notlanden. Der junge chinesische Pilot kommt dabei ums Leben, kann aber dem polyglotten Conway vorher noch auf Mandarin sagen, dass sie nicht weit von einem Lamakloster namens Shangri-La entfernt seien, wohin sie gehen sollen.
Ratlos bedenken die Vier ihr weiteres Vorgehen – bis plötzlich aus dem nächtlichen Schneesturm eine Gruppe von Personen, angeführt von dem chinesischen Mönch Chang, auftaucht. Dieser geleitet die erstaunten Passagiere über einen unwegsamen Pass in ein vollständig von Berggipfeln isoliertes Tal: Shangri-La. Die Gestrandeten werden gastfreundlich aufgenommen und genießen in der Lamaserei jeden Komfort, der unter anderem in Form europäischer Badezimmer, einer riesigen Bibliothek auch westlicher Schriften und eines Spinetts mit Noten westlicher Komponisten vorhanden ist. Eine Abreise aus Shangri-La sei allerdings derzeit nicht möglich, erklärt Chang, da die Sherpas der regelmäßigen Versorgungskarawane erst in drei Monaten eintreffen und die Reise über gefährliche Gebirgspässe durch das unwirtliche Hochland von Tibet nach China ohne erfahrene Führer für Ortsunkundige kaum zu überleben sei.
Dementsprechend richtet sich das Quartett so gut wie möglich ein. In Shangri-La herrschen nicht nur klimatisch paradiesische Zustände – von der westlichen Welt unbemerkt haben sich die Bewohner einen Garten Eden geschaffen und halten ihre Gemeinschaft für die letzte Oase, in der die geistigen Schätze der Menschheit aufbewahrt werden, geschützt vor Kriegen und Katastrophen. Sie leben in harmonischem Frieden und altern nur langsam. Auf die Frage von Brinklow nach dem, woran die Gemeinschaft glaube, erwidert Chang, dass sie vor allem an das Maßhalten glaube und die Tugend der Vermeidung jeglichen Übermaßes lehre, ein Übermaß an Tugend selbst inbegriffen. Dieser Grundsatz bewirke ein beträchtliches Maß an Glück. Chang fragt: „Müssen wir denn, weil eine Religion wahr ist, alle anderen für unbedingt falsch halten?“
Obwohl das Eintreffen der Gruppe nicht zufällig ist, gewöhnen sich Conway und seine Begleiter schnell an das sagenhafte Leben. Die Abgeschiedenheit zwingt die unfreiwilligen Gäste zu Selbsteinkehr und innerer Bewährung. Conway fühlt sich von Anfang an in den Bann Shangri-Las gezogen und entschließt sich zu bleiben. Auch Miss Brinklow, die missionieren will, und Barnard wollen nicht zurückkehren. Barnard gesteht, dass er eigentlich Chalmers Bryant heißt und von der Polizei wegen Aktienbetrugs gesucht wird. Er ist interessiert, den Bewohnern bei der Ausbeutung der Goldminen im Tal zu helfen. Nur Mallinson möchte um jeden Preis zurück in seine Heimat, verliebt sich jedoch in die schöne und scheinbar junge chinesische Spinettspielerin Lo-Tsen.
Langsam findet Conway Zugang und Vertrauen zum Hohen Lama von Shangri-La, der sich als uralter, ursprünglich katholischer Missionar entpuppt. Dieser eröffnet ihm, dass das Flugzeug entführt wurde, um neue Bewohner für das Kloster heranzuführen, wobei keine Auswahl der Passagiere getroffen wurde. Die Besonderheiten und Vorzüge des Lebens in dieser kleinen abgeschiedenen Welt, in der die Lebensspanne der Menschen bei geistiger und körperlicher Jugend drei- bis voermal verlängert ist, erläutert der Hohe Lama mit den Worten:
„Wir sind keine Wundertäter, wir haben weder den Tod besiegt noch den Verfall. Alles, was wir tun können, ist, den Ablauf dieses kurzen, ‚Leben‘ genannten Zwischenspiels, zu verlangsamen. Wir bewirken dies durch Methoden, die hier so einfach wie anderswo unmöglich sind. Aber täuschen Sie sich nicht, das Ende erwartet uns alle. Haben Sie jemals in diesen Tagen der Kriege und dem gezielten Herbeireden von Kriegen von einem Ort geträumt, an dem es Frieden und Sicherheit gibt, in dem das Leben kein Kampf, sondern eine dauerhafte Freude ist? Natürlich haben Sie das. Jeder Mensch hat diesen Traum. Es ist immer derselbe Traum. Manche nennen diesen Ort Utopia, andere Jungbrunnen. Schauen Sie sich die Welt von heute an. Gibt es etwas, das erbärmlicher ist? Was für ein Wahnsinn! Was für eine Blindheit! Was für eine geistlose Führungselite! Eine hastige Masse verwirrter Menschen, die kopfüber aufeinanderprallt und von einer Orgie aus Gier und Brutalität angetrieben wird. Es ist unsere Hoffnung, dass sich eines Tages die brüderliche Liebe von Shangri-La auf der ganzen Welt ausbreiten wird. Wenn die Machtgierigen einander verschlungen haben und die Sanftmütigen die Erde erben, kann endlich die christliche Ethik erfüllt werden.“
Unmittelbar vor seinem Tod enthüllt der Hohe Lama Conway seine Vision von einem alles zerstörenden Krieg, in dem Shangri-La alles Wertvolle der westlichen und östlichen Kultur für eine bessere Zukunft bewahren wird. Er bittet Conway, als sein Nachfolger die Führung von Shangri-La zu übernehmen. Danach stirbt er. Noch ehe Conway zu einem Entschluss gekommen ist, treffen die angekündigten Träger in der Nähe von Shangri-La ein. Mallinson will unbedingt aufbrechen. Ihm schließt sich die ihn liebende Lo-Tsen an, die weit über hundert Jahre alt ist und außerhalb des Tals keine Überlebenschance hat. Mallinson will das nicht glauben, kehrt jedoch kurz nach seinem Aufbruch zurück, weil er eine bergsteigerisch schwierige Stelle nicht ohne Conway meistern kann. Er kann Conway überreden, mit zu kommen. Damit endet Rutherfords Manuskript.
Die Handlung kehrt zur Rahmenerzählung zurück. Rutherford vervollständigt seinen Bericht, indem er den Ich-Erzähler einweiht, dass er vergeblich versuchte, Conway und Beweise für die Existenz von Shangri-La zu finden. Alles erscheint in einem undurchdringlichen Nebel zu verschwinden. Rutherford erwähnt, dass es für ihn nur einen deutlichen Hinweis auf den Wahrheitsgehalt der mysteriösen Geschichte gebe. So habe er den Arzt gefunden, der Conway in Chung-Kiang als erster behandelte. Der Arzt sagte, dass Conway von einer alten chinesischen Frau in die Missionsstation gebracht wurde, die schwer erkrankt war und bald darauf starb. Sie sei der älteste Mensch gewesen, den er jemals gesehen habe. Rutherford schlussfolgert, dass dies nur Lo-Tsen gewesen sein könne, die durch ihren Abschied von Shangri-La drastisch gealtert war. Der Ich-Erzähler fragt sich, ob Conway den Weg zurück zu seinem verlorenen Paradies finden kann.
Damit endet der Roman offen.

## Rezeption
Das 1933 erschienene Werk gilt als der größte Erfolg des Autors, ein Weltbestseller, der mehrere Millionen Mal verkauft wurde. Hiltons Fiktion war so erfolgreich, dass viele bis heute an die Existenz Shangri-Las glauben. In den Jahren zwischen den beiden Weltkriegen geschrieben, entspricht seine romantische Utopie dem Wunsch nach Frieden.
Mit Shangri-La entwarf Hilton das Idealbild einer menschlichen Gemeinschaft, welches zu damaliger Zeit den Hoffnungen vieler Heranwachsender der Lost Generation entsprach. Dementsprechend wurde das Buch von verschiedenen gesellschaftlichen Gruppen glorifiziert und mystifiziert. Die im Roman enthaltene apokalyptische Vision eines globalen Vernichtungskrieges, einer weltweiten Umweltkatastrophe oder eines kompletten wirtschaftlichen Zusammenbruchs wird bis heute von Esoterikern, Pazifisten, Umweltaktivisten, gleichermaßen von Kriegstreibern und Rechtsextremisten für Agitations- und Propagandazwecke gebraucht. Vor diesem Hintergrund wimmelt es in Publikationen und im Internet an abstrusen Rezensionen, die zum oft missverstandenen, aber weitverbreiteten Mythos des Romans beitragen.
Das von Hilton erdachte Shangri-La, verborgen in den Bergen Tibets, entspringt in Architektur, Lebensweise und tradierten Lehren abendländischen Ursprüngen und verknüpft geschickt westliche mit östlichen Traditionen.
Einer der wichtigsten Bezugspunkte Hiltons ist die europäische utopische Literatur, insbesondere Thomas Morus’ Utopia. Andererseits ist Der verlorene Horizont auch ein Roman der Lost Generation: Der Protagonist ist wesentlich durch seine Erlebnisse im Ersten Weltkrieg geprägt. Daraus resultiert die eigentliche Spannung des Romans. Das Konzept der Mäßigung, das die Bewohner von Shangri-La leben, ist für Conway so anziehend, weil es seiner durch das Kriegserlebnis bedingten Leidenschaftslosigkeit entgegenkommt. Mehrfach erinnert sich Conway angesichts der Ruhe in Shangri-La an seine Empfindungen während des Krieges, die mit einer Abtötung aller Leidenschaften, aller Initiative verbunden waren. Vor dem unmittelbaren Anspruch der authentischen Leidenschaft, verkörpert in dem jungen Mallinson und der (nur scheinbar jungen) Chinesin Lo-Tsen, kann diese Leidenschaftslosigkeit nicht bestehen.
Die Mehrheit der ernstzunehmenden Literaturkritiker bezeichnen Hiltons Klassiker als utopischen Roman, spannend wie ein Kriminalroman geschrieben, der zum Nachdenken anregt. So sei Hilton sehr „geizig“ dabei, das Geheimnis von Shangri-La zu lüften, was die Spannung erhöhe. Obwohl Shangri-La idyllisch ist, ist es nicht das Paradies der Bibel oder einer anderen Philosophie. Die Philosophie der Mönche von Shangri-La stelle eine Mischung aus Buddhismus und Christentum dar. Es entstehe dabei aber keine neue Religion, sondern eine sehr gemäßigte und tolerante Weltanschauung und Grundgeisteshaltung. Conway, der Protagonist des Romans, gehört zu der Generation, welche im Ersten Weltkrieg alle Illusionen verlor, und das Leben in Shangri-La kommt seiner Einstellung sehr entgegen. Die übrigen Hauptpersonen sind eher flach charakterisiert, entscheidend sind ihre Motive für die Abreise oder das Bleiben in Shangri-La. Selbst am Ende, als alles in Ordnung zu sein scheint, lässt Hilton die Frage, ob Conways Erinnerungen an Shangri-La wahr sind oder nur das Ergebnis von Schock oder Enthüllung offen – und wenn sie real sind, existiert das Geheimnis, das in Shangri-La bewacht wird, wirklich oder war es nur ein Märchen?

## Bestseller
James Hilton schrieb seinen Erfolgsroman im Alter von 32 Jahren in der Doppelhaushälfte seiner Eltern in Woodford Green (East London). Er begann damit in der ersten Aprilwoche 1933 und reichte nach sechs Wochen, am 9. Mai 1933 das fertige Manuskript bei Macmillan Publishers (London) ein. Der Verlag akzeptierte sofort. Zusätzlich konnte Hilton vereinbaren, dass der Vertrieb des Romans in den USA nicht durch Macmillan, sondern durch William Morrow & Company (New York), mit denen er bereits bei früheren Publikationen auf dem US-amerikanischen Markt zusammengearbeitet hatte, erfolgte. Beide Verlage veröffentlichten Lost Horizon zeitgleich am 26. September 1933.
Macmillan sicherte sich das Copyright im Vereinigten Königreich nebst British Commonwealth of Nations (Kanada, Australien, Südafrika et cetera). Diese Ausgaben wurden fortan UK-Edition genannt. William Morrow erhielt für den Roman das Kopierrecht in den USA (US-Edition). Beide Verlage veröffentlichten ihre First Editions als Hardcover im Oktavformat (17,0 cm × 22,0 cm) ohne Schutzumschlag. Der Bucheinband der ersten UK-Ausgabe bestand aus einem mittelgrünen Kattun. Bei der US-Erstausgabe war der Einband schwarz. Den Titel und den Namen des Autors prägten beide Herausgeber bei ihren ersten Ausgaben in silbernen Buchstaben nur auf den Buchrücken.
Inhaltlich gibt es zwischen den beiden Ausgaben mehrere Abweichungen. Der Lektor von William Morrow bestand darauf, einige Textpassagen für die US-amerikanische Leserschaft anzupassen. Neben den allgemeinen orthografischen Unterschieden zum britischen Englisch sowie Begriffen wie gasoline statt petrol, oder phonograph statt gramophone, betraf dies insbesondere die Dialoge des Amerikaners Barnard, dem in der US-Edition ein typischer „American Slang“ verpasst wurde. Die Änderungen stellen einen Bruch zu Hiltons Schreibstil dar und sind erwähnenswert, da es die Version von William Morrow & Company war, die später in 34 Sprachen übersetzt wurde.
Am 10. Juni 1934 erhielt James Hilton für Lost Horizon den Hawthornden-Preis. Bis zu diesem Zeitpunkt waren bereits sieben Auflagen bei Macmillan und neun Reprints bei William Morrow erschienen. Anschließend wurde das Buch unter Lizenz bei verschiedenen Verlagen hunderttausendfach nachgedruckt.
Im Dezember 1934 las der Regisseur Frank Capra den Roman. Er überzeugte Harry Cohn, den Studioboss von Columbia Pictures, die Filmrechte zu erwerben. Cohn kaufte für 200.000 Dollar (das entspricht der Kaufkraft von rund vier Millionen Dollar im Jahr 2018) nicht nur die Rechte, sondern engagierte Hilton auch als Drehbuchberater für die Verfilmung. Der 1937 mehrfach oscarprämierte Film (dt. In den Fesseln von Shangri-La) trug zu einem Medienhype und erheblich zum Mythos von Shangri-La bei.
1939 erschien der Roman als Pocket Book Nr. 1 bei Simon & Schuster. Es wird fälschlicherweise oft als das erste Taschenbuch bezeichnet. Es war jedoch das erste Taschenbuch, welches nicht nur in die Tasche gesteckt werden konnte, um es unterwegs zu lesen, sondern das sich auch arme Menschen leisten konnten. Das Buch kostete 25 Cent (das entsprach 2018 rund 4,40 Dollar).  Es wurde allein von diesem Verlag innerhalb kurzer Zeit 2.514.747 Mal verkauft. Damit löste Lost Horizon eine Revolution im Buchhandel aus.

## Deutsche Fassungen
Unter dem Titel Irgendwo in Tibet erschien 1937 die deutsche Erstausgabe des Romans Lost Horizon im Herbert Reichner Verlag (Wien-Leipzig-Zürich), der den Großteil seiner Produktion in Deutschland verkaufte. Die Übersetzung übernahm Herberth E. Herlitschka. Weitere Verlage, die das Buch unter dem Titel Irgendwo in Tibet vertrieben, waren der
- Arche Verlag, Zürich, 1951 (unveränderte Neuauflage 1973)
- Verlag Deutsche Buch-Gemeinschaft, Berlin 1954
- Verlag Büchergilde Gutenberg, Frankfurt a. M. 1956
- Verlag Fischer Bücherei, Frankfurt a. M. 1959
- Verlag Stocker-Schmid, Dietikon-Zürich, 1969[30]

Die erste Taschenbuch-Ausgabe des Romans im deutschsprachigen Raum erschien 1956 in der Adventure-Taschenbuch-Reihe (ATR) des vorwiegend durch seine Comicproduktionen bekannten Hannoveraner Walter Lehning Verlages unter dem Titel Verworrener Horizont, in Übersetzung von Walter Schulz-Brown. Seit 1973 wird im deutschsprachigen Raum bei Neuauflagen der Titel Der verlorene Horizont verwendet (alle in der 1937er Übersetzung von Herberth E. Herlitschka):
- Fischer-Taschenbuch-Verlag, Frankfurt a. M. 1973 (unveränderte Neuauflagen 1975, 1979, 1981, 1983, 1985, 1986, 1988, 1989, 1991, 1992, 1994, 1996)
- Arche, Zürich/Hamburg 2001
- Piper, München/Zürich 2003 (unveränderte Neuauflage 2018)[32]

Zudem wird der Roman seit Anfang des 21. Jahrhunderts von verschiedenen Anbietern als E-Book vertrieben.

## Adaptionen
Der Roman hat den westlichen Blick auf Tibet und den Lamaismus bis heute nachhaltig geprägt, wobei Shangri-La als ein Synonym für das Paradies oder den idealen Rückzugsort aus dem Weltgeschehen in der Umgangssprache vieler Länder ein gewisses Eigenleben führt.

## Primärliteratur
- Martin Brauen: Traumwelt Tibet. Westliche Trugbilder. Verlag Paul Haupt Berne, 2000.
- Michael McRae: The Siege of Shangri-La. The Quest for Tibet's Sacred Hidden Paradise. Broadway Books, 2002.
- John R. Hammond: Lost Horizon Companion. A Guide to the James Hilton Novel and Its Characters, Critical Reception, Film Adaptations and Place in Popular Culture. McFarland & Company, 2008.